# Rio Rita (film, 1929)
Pour les articles homonymes, voir Rio Rita.

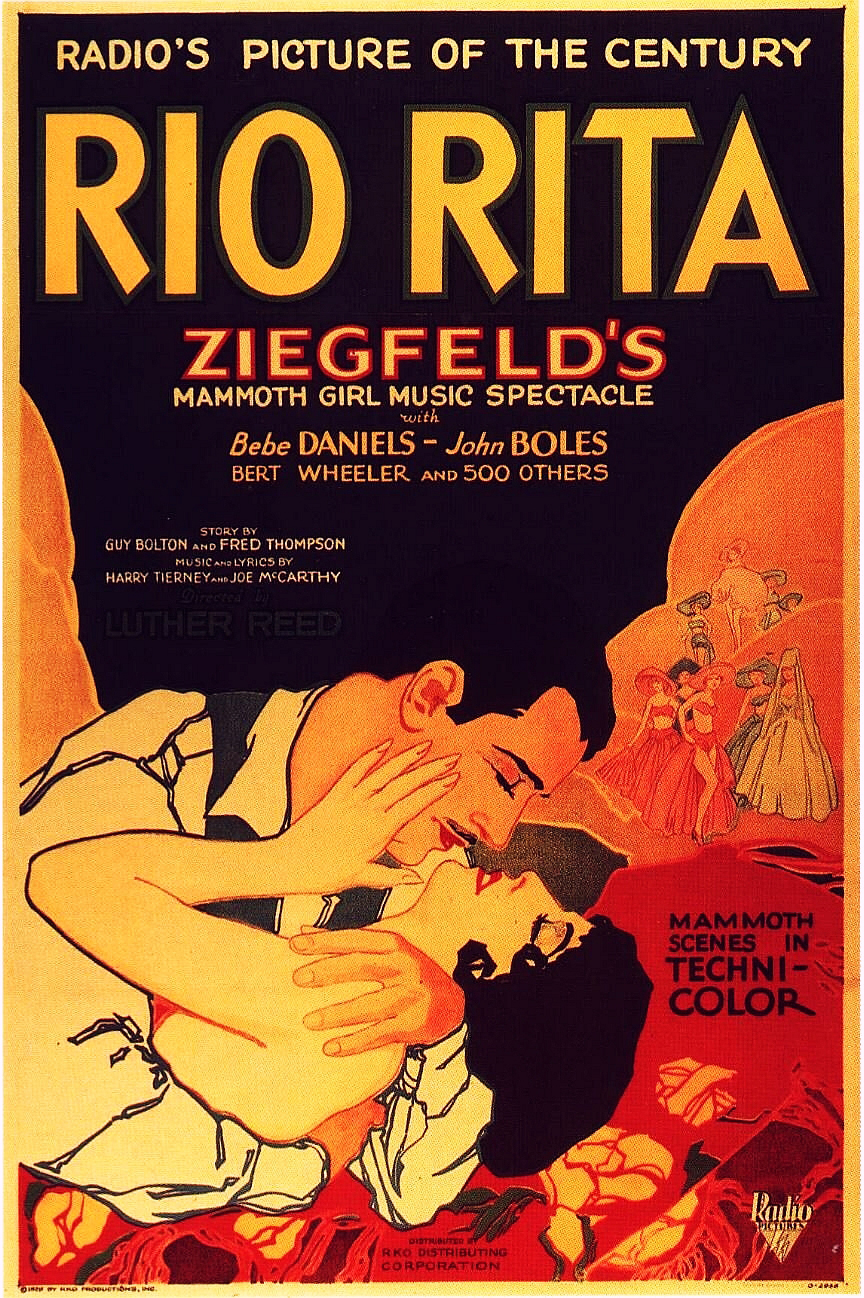
Affiche du film

Rio Rita est un film musical américain réalisé par Luther Reed, sorti en 1929. Il est basé sur la comédie musicale de 1927 produite par Florenz Ziegfeld Jr. qui avait rendu célèbre le duo Wheeler & Woolsey. C'est le film au plus gros budget pour la société de production RKO, ainsi que son plus grand succès jusqu'à la sortie de King Kong en 1933. La fin du film est en Technicolor.
Le film a fait l'objet d'un remake en 1942.

## Fiche technique
- Réalisation : Luther Reed
- Scénario : Luther Reed d'après la pièce de Guy Bolton et Frederick A. Thompson
- Producteurs : William LeBaron, Florenz Ziegfeld Jr.
- Photographie : Robert Kurrle (Technicolor), Lloyd Knechtel
- Montage : William Hamilton
- Musique : Victor Baravalle (directeur), Joseph McCarthy (paroles), Harry Tierney (musique)
- Chorégraphie : Pearl Eaton (en)[1]
- Production : RKO Radio Pictures
- Durée : 141 minutes (original) 135 minutes[2]
- Date de sortie : 15 septembre 1929

## Distribution
- Bebe Daniels : Rita Ferguson
- John Boles : Capt. Jim Stewart
- Bert Wheeler : Chick Bean
- Robert Woolsey : Ned Lovett
- Dorothy Lee : Dolly Bean
- Don Alvarado : Roberto Ferguson

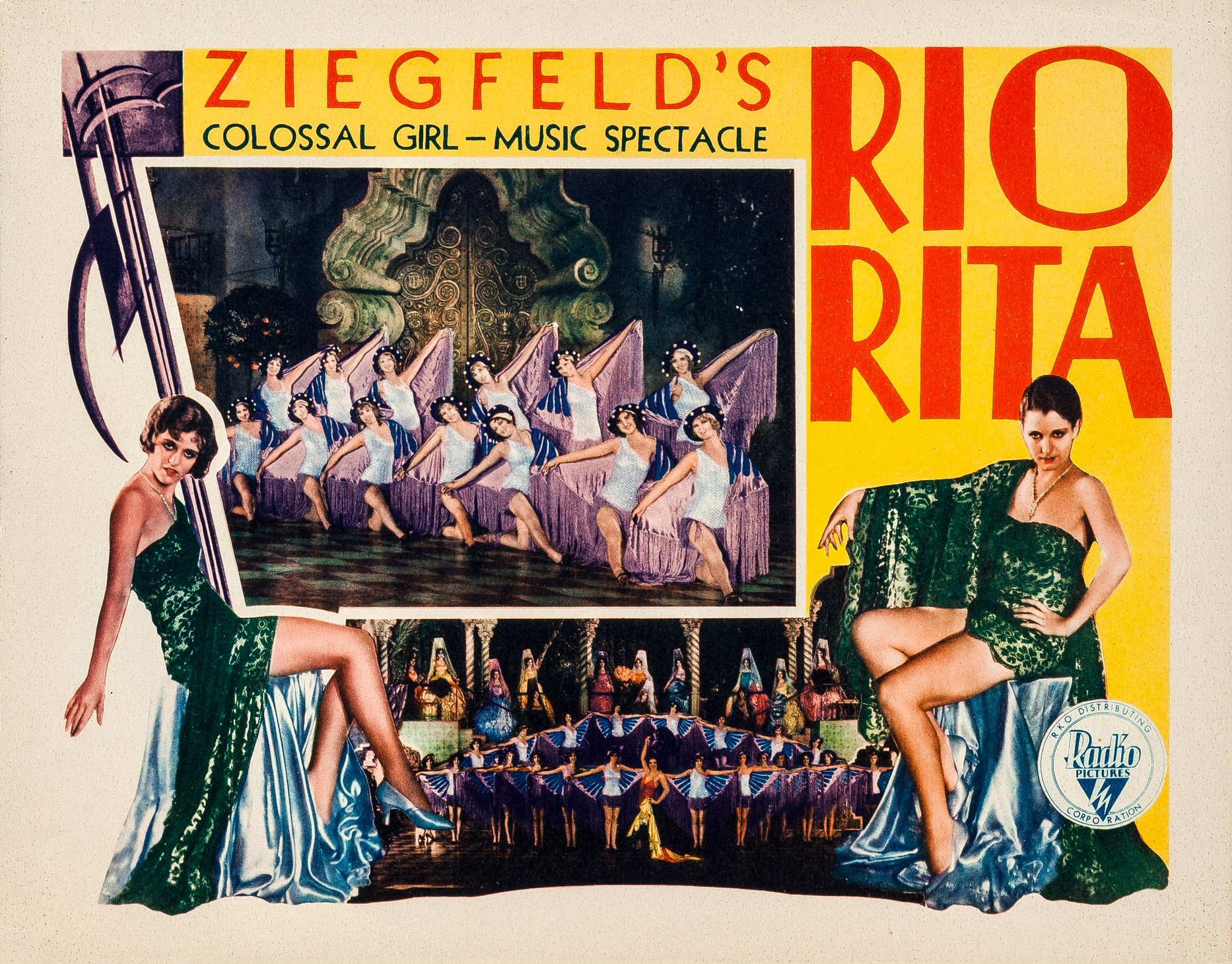
Carte promotionnelle du film

- Georges Renavent : General Ravinoff